# Malaimbandy
Malaimbandy est une commune urbaine malgache située dans la partie est de la région du Menabe.

## Géographie
Elle est située au bord de la route nationale No. 35 de Morondava à Ivato (Ambositra) dans l'ouest de Madagascar.
La ville se trouve à 280 km d'Ivato (Ambositra), 176 km de Morondava, 77 km d'Ankilizato (Mahabo) et 72 km de Mandrosonoro.

## Histoire
Malaimbady, qui se traduit par "celui qui n'aime pas le mensonge", faisait autrefois partie du royaume Sakalava du Menabe. Radama I parvint à soumettre la région le 13 juin 1822, après sa victoire sur le souverain Sakalava "Ramitraho", par Mahabo. De retour à Antananarivo, Radama, épris de la fille de Ramitraho, envoya des messagers pour convaincre la princesse de venir. Celle-ci, suspectant une ruse, répondit : "Malaim-bandy", signifiant "je crains que ce ne soit qu’un mensonge".